# Stazione di Rende
La stazione di Rende era una delle stazioni della dismessa ferrovia a cremagliera Paola–Cosenza a servizio dell'omonimo comune della provincia di Cosenza. Posta a 280 metri s.l.m. in contrada Vennarello di Santo Stefano, era presenziata da assuntore.

## Storia

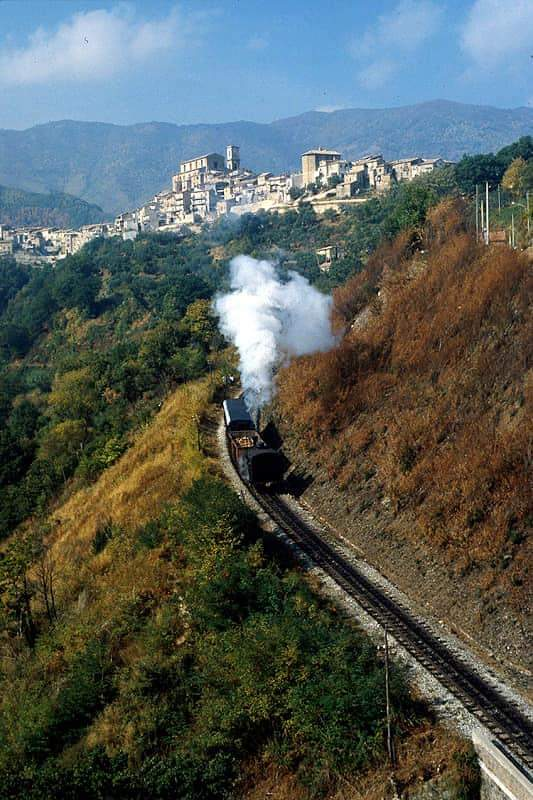
Il treno a cremagliera in una foto dell’epoca. Nello sfondo il centro storico di San Fili

La stazione venne costruita a circa 4 km dall'abitato di Rende poco prima dell'imbocco orientale della tratta ad aderenza artificiale per San Fili. L'apertura dell'impianto avvenne il 2 agosto 1915 contestualmente all'entrata in funzione della intera tratta Paola–Castiglione Cosentino. 
Il progetto previde una piccola stazione con un fabbricato ad una elevazione e servizi, provvista di un modesto scalo merci, con magazzino merci, fornita di un binario di raddoppio per servizio viaggiatori e di un binario merci passante con alcuni binari tronchi; era fornita anche di torre dell'acqua e colonna idraulica per il rifornimento delle locotender 980 e 981 che dovevano affrontare la salita a cremagliera Strub verso San Fili. La cremagliera aveva inizio oltre gli scambi di ingresso; da Rende a Cosenza, il binario era tutto ad aderenza naturale. La stazione ebbe, fino agli anni settanta, un certo movimento merci di legname e prodotti agricoli. Dal 31 maggio 1987 tuttavia la stazione venne dismessa assieme alla vecchia ferrovia. 
Un tentativo di mantenere in servizio, a scopo turistico, un treno a vapore d'epoca tra Cosenza e Rende non ha avuto seguito, tuttavia la linea non è stata smantellata.
Dal 2022, nell'ambito del progetto della nuova linea ad alta velocità Salerno - Reggio Calabria e dell'opera correlata di raddoppio della galleria Santomarco, figura negli elaborati RFI una nuova "Stazione di Rende", da realizzare allo sbocco lato Cosenza della galleria Santomarco, in località Santa Maria di Settimo di Montalto Uffugo. 

## Galleria d'immagini

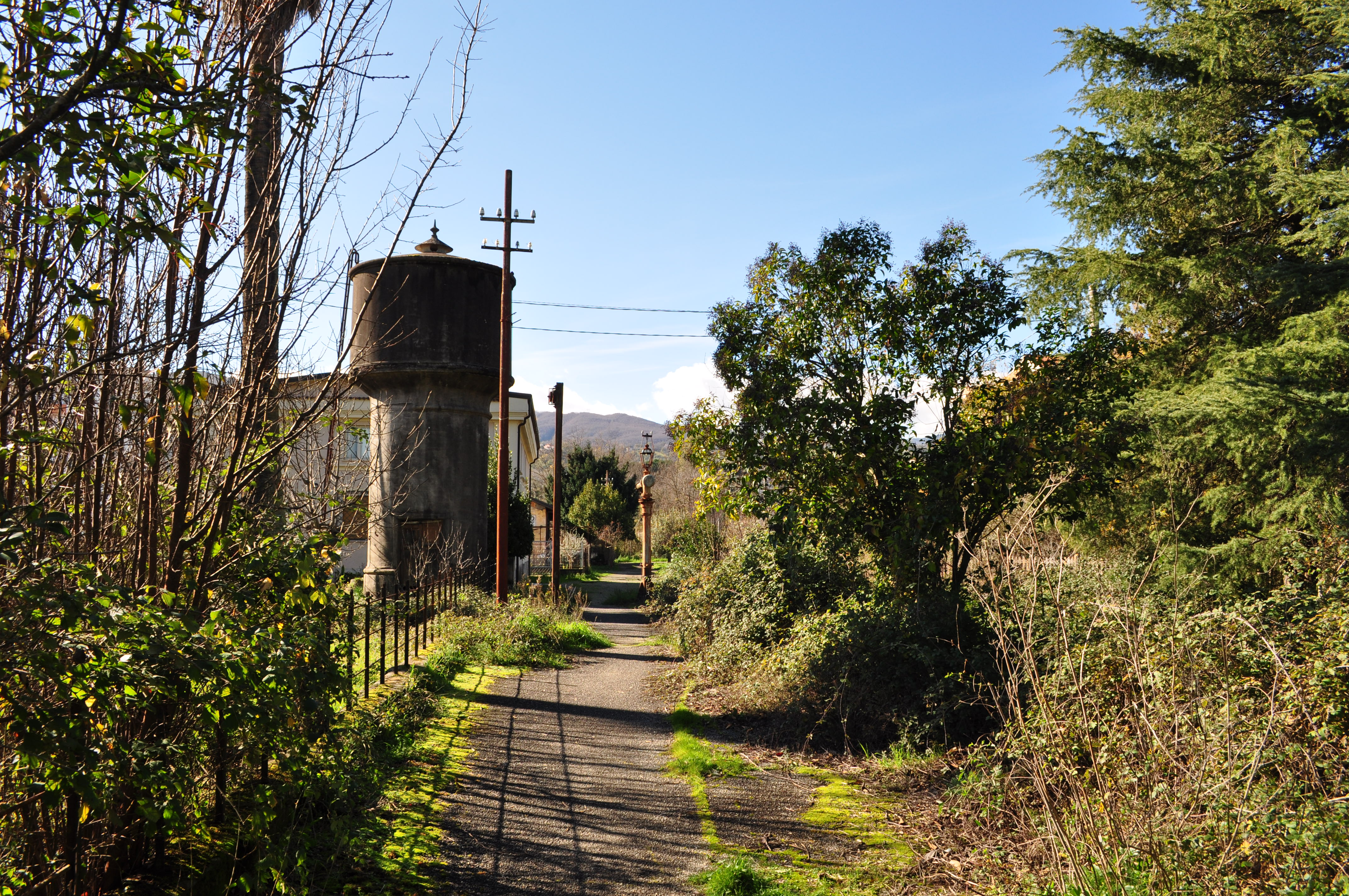
Pompa idraulica e torre dell'acqua.
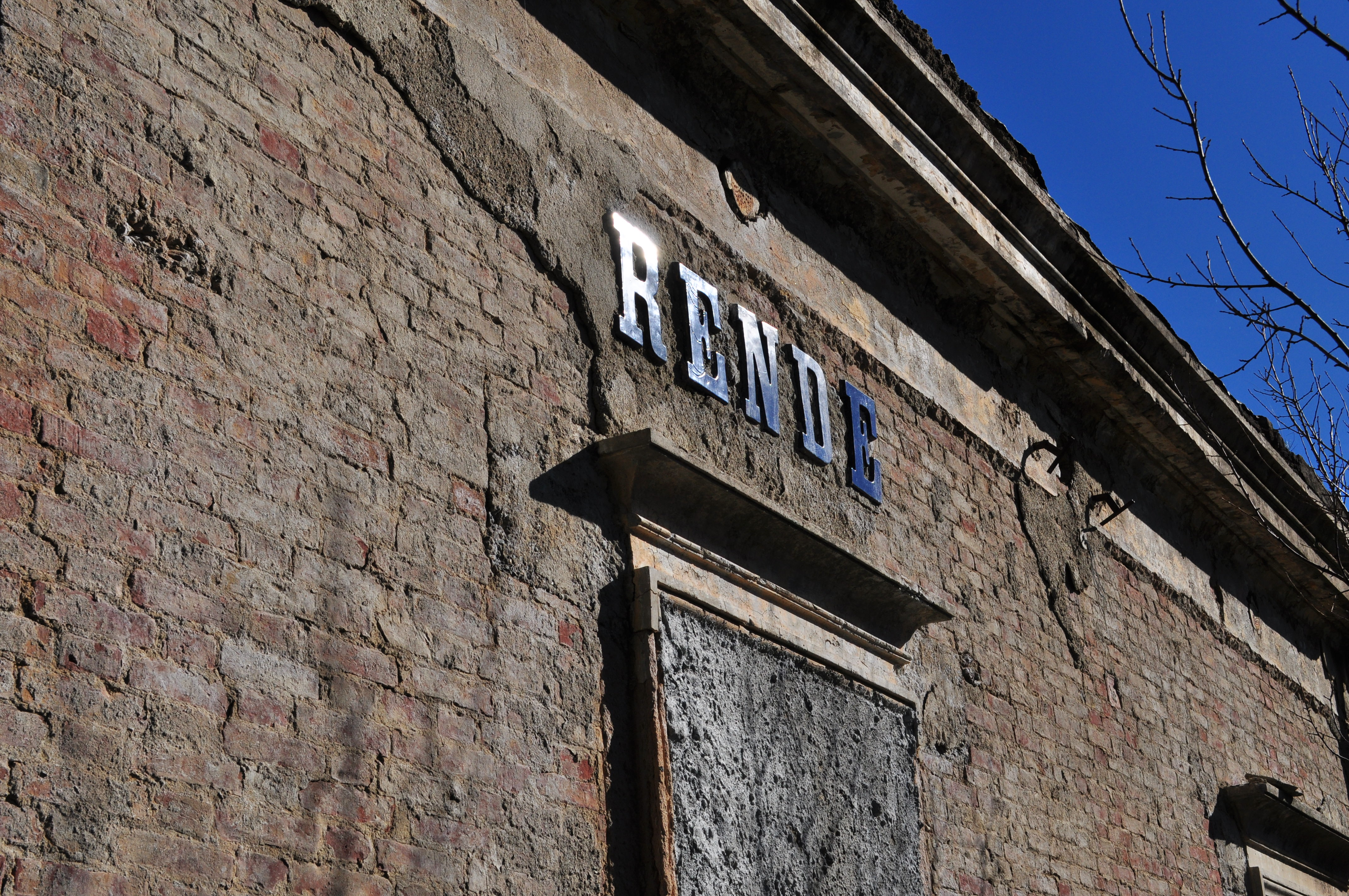
Cartello stazione di Rende
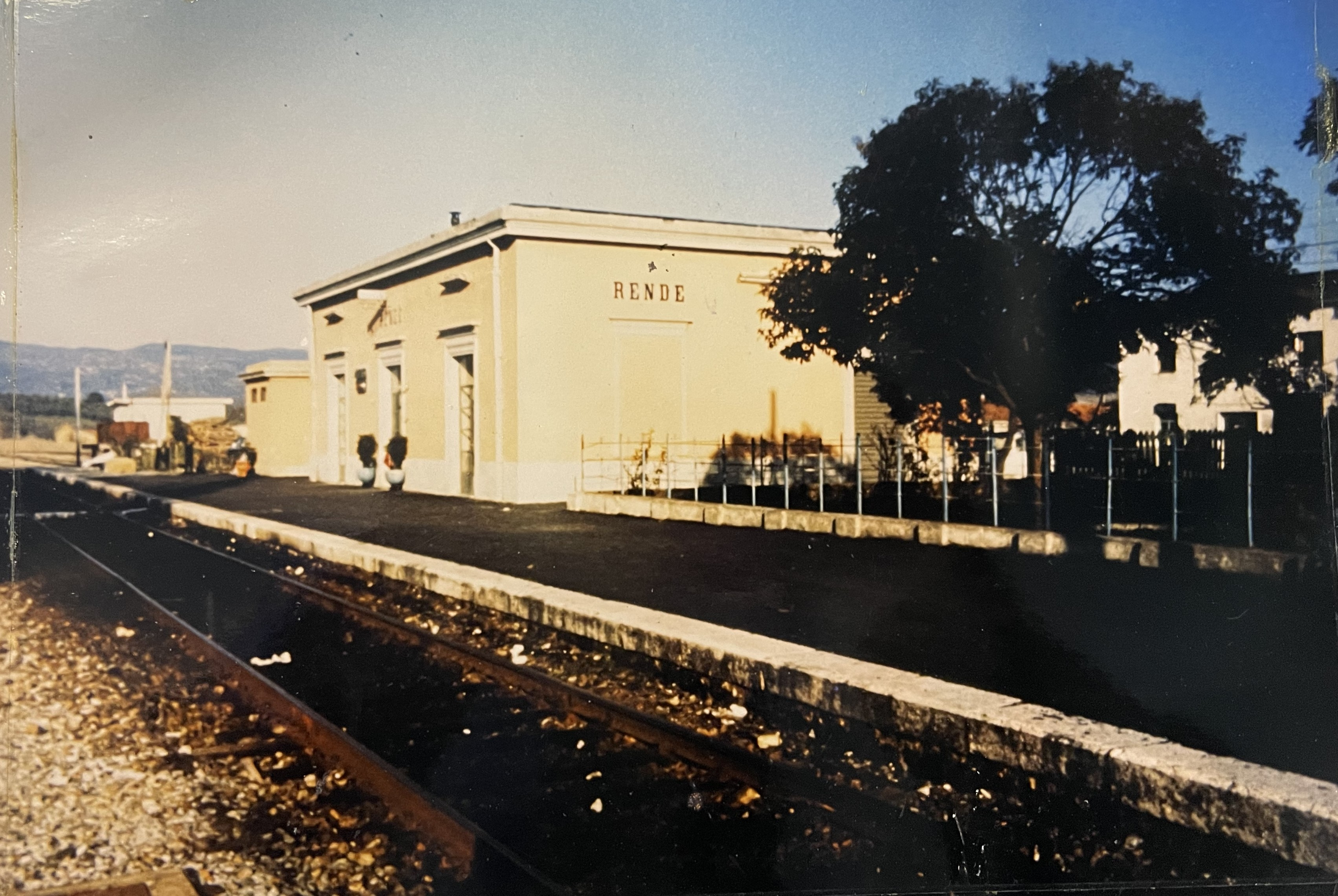
La stazione poco prima di essere dismessa.